# Chaetozone spinosa
Chaetozone spinosa är en ringmaskart som beskrevs av Moore 1903. Chaetozone spinosa ingår i släktet Chaetozone och familjen Cirratulidae. Inga underarter finns listade i Catalogue of Life.